# Vízilabda a 2008. évi nyári olimpiai játékokon
A 2008. évi nyári olimpiai játékokon a vízilabda-torna az újkori olimpiák történetében huszonötödször került a hivatalos programba. A férfi tornát augusztus 10–24., a női tornát augusztus 11–21. között tartották.
A férfiak versenyében 12 csapat, míg a nőkében 8 küzdött meg egymással a bajnoki címért.

## Éremtáblázat
(Magyarország csapata eltérő háttérszínnel, az egyes számoszlopok legmagasabb értéke, vagy értékei vastagítással kiemelve.)
| A 2008. évi nyári olimpiai játékok éremtáblázata vízilabdában | A 2008. évi nyári olimpiai játékok éremtáblázata vízilabdában | A 2008. évi nyári olimpiai játékok éremtáblázata vízilabdában | A 2008. évi nyári olimpiai játékok éremtáblázata vízilabdában | A 2008. évi nyári olimpiai játékok éremtáblázata vízilabdában | Olimpia  |
| ------------------------------------------------------------- | ------------------------------------------------------------- | ------------------------------------------------------------- | ------------------------------------------------------------- | ------------------------------------------------------------- | -------- |
|                                                               | Ország                                                        | Arany                                                         | Ezüst                                                         | Bronz                                                         | Összesen |
| 1.                                                            | Magyarország (HUN)                                            | 1                                                             | 0                                                             | 0                                                             | 1        |
|                                                               | Hollandia (NED)                                               | 1                                                             | 0                                                             | 0                                                             | 1        |
| 3.                                                            | Egyesült Államok (USA)                                        | 0                                                             | 2                                                             | 0                                                             | 2        |
| 4.                                                            | Szerbia (SRB)                                                 | 0                                                             | 0                                                             | 1                                                             | 1        |
|                                                               | Ausztrália (AUS)                                              | 0                                                             | 0                                                             | 1                                                             | 1        |
|                                                               |                                                               |                                                               |                                                               |                                                               |          |
| Összesen                                                      | Összesen                                                      | 2                                                             | 2                                                             | 2                                                             | 6        |

## Érmesek

### Férfi torna
| A 2008. évi nyári olimpiai játékok érmesei férfi vízilabdában | A 2008. évi nyári olimpiai játékok érmesei férfi vízilabdában | A 2008. évi nyári olimpiai játékok érmesei férfi vízilabdában | A 2008. évi nyári olimpiai játékok érmesei férfi vízilabdában |
| --- | --- | --- | ------------------------------------------------------------- |
| Arany | Ezüst | Bronz |                                                               |
| Magyarország (HUN) | Egyesült Államok (USA) | Szerbia (SRB) |                                                               |
| Benedek Tibor Biros Péter Gergely István Hosnyánszky Norbert Kásás Tamás Kis Gábor Kiss Gergely Madaras Norbert Molnár Tamás Szécsi Zoltán Varga Dániel Varga Dénes Varga Tamás | Merrill Moses Peter Varellas Peter Hudnut Jeff Powers Adam Wright Rick Merlo Layne Beaubien Tony Azevedo Ryan Bailey Tim Hutten Jesse Smith J. W. Krumpholz Brandon Brooks | Denis Šefik Živko Gocić Andrija Prlainović Vanja Udovičić Dejan Savić Duško Pijetlović Nikola Rađen Filip Filipović Aleksandar Ćirić Aleksandar Šapić Vladimir Vujasinović Branko Peković Slobodan Soro |                                                               |

### Női torna
| A 2008. évi nyári olimpiai játékok érmesei női vízilabdában | A 2008. évi nyári olimpiai játékok érmesei női vízilabdában | A 2008. évi nyári olimpiai játékok érmesei női vízilabdában | A 2008. évi nyári olimpiai játékok érmesei női vízilabdában |
| --- | --- | --- | ----------------------------------------------------------- |
| Arany | Ezüst | Bronz |                                                             |
| Hollandia (NED) | Egyesült Államok (USA) | Ausztrália (AUS) |                                                             |
| Ilse van der Meijden Yasemin Smit Mieke Cabout Biurakn Hakhverdian Marieke van den Ham Daniëlle de Bruijn Iefke van Belkum Noeki Klein Gillian van den Berg Alette Sijbring Rianne Guichelaar Simone Koot Meike de Nooy Szövetségi kapitány: Robin van Galen | Elizabeth Armstrong Heather Petri Brittany Hayes Brenda Villa Lauren Wenger Natalie Golda Patty Cardenas Jessica Steffens Elsie Windes Alison Gregorka Moriah van Norman Kami Craig Jaime Hipp Szövetségi kapitány: Guy Baker | Emma Knox Gemma Beadsworth Nikita Cuffe Rebecca Rippon Suzie Fraser Bronwen Knox Taniele Gofers Kate Gynther Jenna Santoromito Mia Santoromito Melissa Rippon Amy Hetzel Alicia McCormack Szövetségi kapitány: Greg McFadden |                                                             |